# Chullkani
Chullkani (aymara, också Chalcani, Cholcani, Chulcani, Chullcani) är ett berg i Bolivia.   Det ligger i departementet Oruro, i den västra delen av landet, 400 km väster om huvudstaden Sucre. Toppen på Chullkani är 4 701 meter över havet.
Terrängen runt Chullkani är huvudsakligen kuperad, men västerut är den platt. Trakten är glest befolkad. 